# خانه پربرکت
خانه پر برکت (انگلیسی: Bless This House) نام یک مجموعهٔ تلویزیونی بریتانیایی در سبک کمدی موقعیت بود که از سال ۱۹۷۱ تا ۱۹۷۶ میلادی، از شبکهٔ آی‌تی‌وی پخش شد.
در سال ۲۰۰۴ میلادی، این مجموعه، به عنوان ۶۷مین کمدی موقعیت برتر انگلستان انتخاب شد.
این مجموعه تلویزیونی، در سال‌های ۱۳۵۵ تا ۱۳۵۶ خورشیدی، با همین عنوان و با دوبلهٔ فارسی از تلویزیون ملی ایران پخش شد.